# Josef Pross
Josef Pross (* 12. Jänner 2002 in Wien) ist ein österreichischer Fußballspieler.

## Karriere

### Verein
Pross begann seine Karriere beim SV Winzendorf. Zur Saison 2013/14 wechselte er zum SC Lichtenwörth. Zur Saison 2016/17 kam er in die Akademie des FK Austria Wien, in der er fortan sämtliche Altersstufen durchlief.
Zur Saison 2019/20 rückte er in den Kader der Zweitmannschaft der Austria. Sein Debüt in der 2. Liga gab er im Februar 2020, als er am 17. Spieltag jener Saison gegen den SV Horn in der 78. Minute für Csaba Mester eingewechselt wurde. In vier Spielzeiten in der 2. Liga kam er zu 83 Einsätzen für die Young Violets, in denen er siebenmal traf. Am Ende der Saison 2022/23 musste er mit den Jung-Austrianern aus dem Profifußball absteigen.

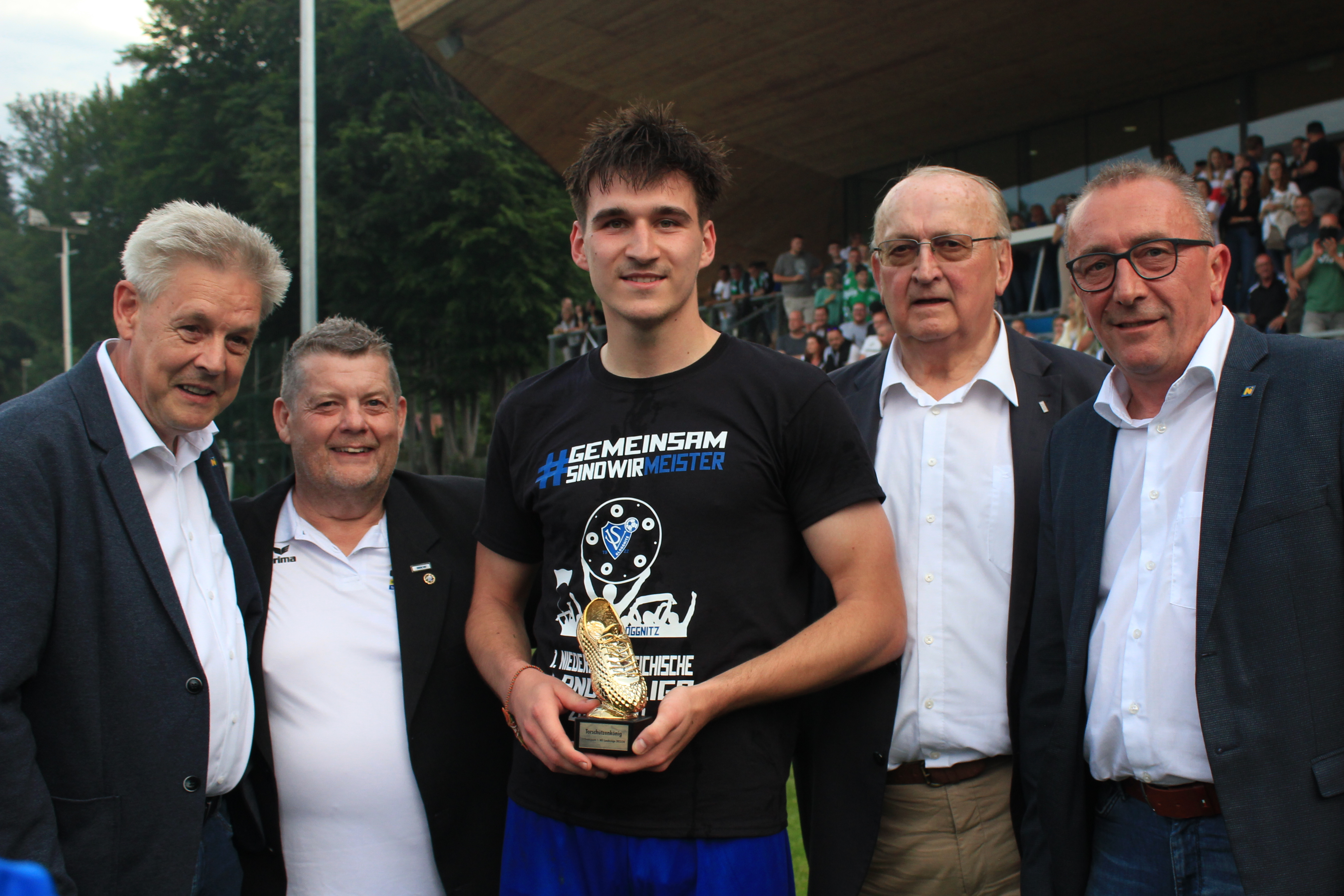
Pross (Mitte) bei der Verleihung des Pokals zum Landesliga-Torschützenkönig 2023/24

Daraufhin wechselte Pross zur Saison 2023/24 zur viertklassigen SV Gloggnitz. Bei den Gloggnitzern war er in allen 30 Meisterschaftspartien am Spielfeld und war mit seinen 21 erzielten Toren, mit denen er Torschützenkönig der niederösterreichischen Landesliga wurde, einer der Hauptverantwortlichen für den Aufstieg in die drittklassige Regionalliga Ost am Ende der Saison. Auch nach dem Aufstieg blieb Pross weiterhin torgefährlich und brachte es bis dato (Stand: 26. Mai 2025) in 28 Regionalligaspielen auf 17 Tore.

### Nationalmannschaft
Pross spielte im April 2017 erstmals für eine österreichische Jugendnationalauswahl. Im September 2018 debütierte er gegen Zypern für die österreichische U-17-Auswahl. Mit diesem nahm er 2019 auch an der EM teil. Bei dieser kam er in allen drei Spielen zum Einsatz, mit Österreich schied er jedoch punktelos als Letzter der Gruppe D in der Vorrunde aus.
Im Oktober 2019 spielte er gegen England erstmals für das U-18-Team.